# Leandro Mercado
Leandro Denis "Tati" Mercado (Córdoba, 15 februari 1992) is een Argentijns motorcoureur.

## Carrière
Mercado begon zijn motorsportcarrière in nationale kampioenschappen. In 2008 verhuisde hij naar de Verenigde Staten en werd hij derde in de Red Bull US Rookies Cup. In 2009 werd hij derde in de oostelijke divisie van het AMA Supersport Championship en won hij de Supersport-klasse van het Daytona-kampioenschap op een Kawasaki.
In 2010 nam Mercado deel aan de Superstock 600-klasse van het Italiaanse kampioenschap op een Kawasaki en werd met een zesde plaats op het Misano World Circuit als beste resultaat zevende in het klassement met 40 punten. Dat jaar debuteerde hij ook in het European Superstock 600 Championship, waarin hij aan drie races deelnam als wildcardcoureur. Een vijfde plaats op Misano was hier zijn beste resultaat. In 2011 reed hij een dubbel programma in de FIM Superstock 1000 Cup en het Italiaanse Superstock 1000-kampioenschap. In de FIM Superstock 1000 Cup was een vijfde plaats op Silverstone zijn beste resultaat, waardoor hij met 20 punten zestiende werd in het klassement. In het Italiaanse kampioenschap behaalde hij twee podiumplaatsen op het Circuit Mugello en werd hij met 73 punten zesde in de eindstand.
In 2012 debuteerde Mercado in het wereldkampioenschap superbike op een Kawasaki. Hij moest echter vanwege een blessure het eerste raceweekend op het Phillip Island Grand Prix Circuit missen. Hij nam deel aan acht van de twaalf raceweekenden, waarin een tiende plaats op het TT-Circuit Assen zijn beste resultaat was. Met 9 punten eindigde hij op plaats 26 in het klassement. In 2013 keerde hij terug in de FIM Superstock 1000 Cup op een Kawasaki. Hij won zijn eerste race op de Nürburgring en stond ook op het Motorland Aragón, Silverstone en het Circuito Permanente de Jerez op het podium. Met 146 punten werd hij vierde in het kampioenschap. Tevens werd hij dat jaar tweede in het Italiaans kampioenschap superbike.
In 2014 stapte Mercado binnen de FIM Superstock 1000 Cup over naar een Ducati. Hij won twee races op Aragón en Jerez en stond ook op het Autodromo Enzo e Dino Ferrari en op Misano op het podium. Met 117 punten werd hij kampioen in de klasse. In 2015 keerde hij terug in het WK superbike op een Ducati. Alhoewel hij nooit op het podium stond, eindigde hij op een na in alle races in de punten, met een zesde plaats in de seizoensfinale op het Losail International Circuit als beste klassering. Met 142 punten werd hij achtste in het kampioenschap. In 2016 keerde hij opnieuw terug in de FIM Superstock 1000 Cup, waarin hij op een Ducati drie races won op Aragón, Imola en de Lausitzring en ook op Donington Park op het podium stond. Met 111 punten eindigde hij als tweede met slechts vier punten achterstand op Raffaele De Rosa.
In 2017 keerde Mercado terug in het WK superbike op een Aprilia. Hij moest echter de eerste twee races op Phillip Island en het Chang International Circuit missen nadat hij tijdens een training drie ribben brak. Ook reed hij niet tijdens de seizoensfinale op Losail na financiële problemen voor het team. Tijdens het seizoen was een zesde plaats op het Circuit Magny-Cours zijn beste resultaat, waardoor hij met 115 punten dertiende werd in het kampioenschap. In 2018 keerde hij binnen de klasse terug op een Kawasaki. Een achtste plaats op het TT-Circuit Assen was zijn beste resultaat en hij werd met 70 punten vijftiende in de eindstand.
In 2019 bleef Mercado actief in het WK superbike op een Kawasaki, maar miste hij drie raceweekenden vanwege een blessure die hij opliep tijdens de ronde op Aragón. Een zesde plaats op Donington Park was zijn beste resultaat en hij werd met 80 punten zestiende in het kampioenschap. In 2020 stapte hij over naar een Ducati, maar miste hij vanwege blessures opnieuw drie raceweekenden. Zijn beste klasseringen waren twee tiende plaatsen op het Autódromo Internacional do Algarve en Magny-Cours en hij eindigde met 24 punten op de zestiende plaats in het kampioenschap. In 2021 stapt Mercado binnen het kampioenschap over naar een Honda.